# Квак Тхэ Хви
Квак Тхэхви, Квак Тхэ Хви (кор. 곽태휘; 8 июля 1981, Чхильгок, Республика Корея) — южнокорейский футболист, защитник. Выступал за сборную Республики Корея.

## Карьера

### Клубная
Квак Тхэ Хви на студенческом уровне выступал за команду университета Чунан. С 2005 по 2007 год выступал за «Сеул», а затем до 2009 года — за «Чоннам Дрэгонз». В 2010 году перешёл в команду Джей-Лиги «Киото Санга».
Защитник дебютировал в новой команде 7 марта 2010 года в матче чемпионата против «Виссел Кобе»
.
1 мая 2010 года Квак Тхэ Хви забил первый гол за японский клуб, поразив с передачи Диего Соузы ворота Такаси Китано из клуба «Омия Ардия»
.
По итогам сезона Квак сыграл за «Киото» 24 матча, в которых забил 2 гола. Команда же, заняв в чемпионате предпоследнее место, покинула Дивизион 1 Джей-Лиги, и корейский футболист вернулся на родину, став игроком «Ульсан Хёндэ».
Квак Тхэ Хви сыграл первый матч за «Ульсан» 6 марта 2011 года (против «Тэджон Ситизен»)
.
20 марта 2011 года в матче 3-го тура чемпионата защитник помог своей команде одержать первую победу в сезоне. На 67-й минуте поединка против «Кванджу» он реализовал пенальти, сравняв счёт, а за 4 минуты до конца встречи вновь поразил ворота Пак Хо Джина (ударом головой после подачи Чхве Джэ Су со штрафного)
.
Всего за 2 сезона в «Ульсан Хёндэ» Квак сыграл 60 матчей и забил 10 голов. В 2012 году футболист в составе клуба стал победителем Лиги чемпионов АФК, забив гол в финальном матче
,
после чего принял решение продолжить карьеру в Саудовской Аравии и заключил контракт с клубом «Аль-Шабаб».
В первом же матче за саудовский клуб, 13 февраля 2013 года, Квак Тхэ Хви забил гол в ворота «Аль-Раида»
.
Всего за время пребывания в команде защитник сыграл в чемпионате страны 16 матчей и забил 2 гола, стал финалистом Саудовского кубка чемпионов и сыграл 9 матчей в Лиге чемпионов АФК 2013.
В конце 2013 года Квак стал игроком «Аль-Хиляля». Впервые сыграл за команду 28 декабря 2013 года и уже на 12-й минуте матча с «Аль-Иттифаком» поразил ворота Мохаммада Шарифи
.
В первый же сезон пребывания в клубе футболист стал вице-чемпионом страны и финалистом кубка наследного принца.

### В сборной
Квак Тхэ Хви дебютировал в сборной Южной Кореи 30 января 2008 года в товарищеском матче с командой Чили
.
В следующем своём матче за сборную, отборочном матче к чемпионату мира 2010 против Туркменистана, защитник сумел поразить ворота Байрамнияза Бердыева
.
В 2008 году футболист в составе сборной принял участие в чемпионате Восточной Азии и стал его победителем, сыграв в рамках турнира 3 матча и забив гол 17 февраля в ворота китайцев
.
В 2009 году Квак за сборную не выступал, а в феврале 2010-го вновь принял участие в 2 матчах чемпионата Восточной Азии, а затем — в 4-х товарищеских матчах, однако в заявку сборной на чемпионат мира защитник не попал. После мундиаля Квак Тхэ Хви сыграл за сборную ещё в 2 товарищеских матчах, а в январе 2011 года был включён в заявку национальной команды на Кубок Азии.
В первом же матче на турнире (против Бахрейна) Квак Тхэ Хви был удалён с поля
.
Пропустив поединок группового этапа с австралийцами, защитник затем сыграл с командами Индии (на групповом этапе) и Узбекистана (в матче за 3-е место), в остальных встречах оставшись на скамье запасных.
В рамках отборочного этапа к чемпионату мира 2014 Квак сыграл 10 матчей, забил 2 гола, и попал в заявку команды на финальную часть турнира.

## Статистика
| Матчи Квак Тхэ Хви за сборную Республики Корея | Матчи Квак Тхэ Хви за сборную Республики Корея | Матчи Квак Тхэ Хви за сборную Республики Корея | Матчи Квак Тхэ Хви за сборную Республики Корея | Матчи Квак Тхэ Хви за сборную Республики Корея | Матчи Квак Тхэ Хви за сборную Республики Корея | Матчи Квак Тхэ Хви за сборную Республики Корея |
| №                                              | Дата                                           | Оппонент                                       | Счёт                                           | Голы Квак Тхэ Хви                              | Соревнование                                   |                                                |
| ---------------------------------------------- | ---------------------------------------------- | ---------------------------------------------- | ---------------------------------------------- | ---------------------------------------------- | ---------------------------------------------- | ---------------------------------------------- |
| 1                                              | 30 января 2008                                 | Чили                                           | 0:1                                            | —                                              | Товарищеский матч                              |                                                |
| 2                                              | 6 февраля 2008                                 | Туркменистан                                   | 4:0                                            | 1                                              | Отборочный матч ЧМ—2010                        |                                                |
| 3                                              | 17 февраля 2008                                | Китай                                          | 3:2                                            | 1                                              | Чемпионат Восточной Азии                       |                                                |
| 4                                              | 20 февраля 2008                                | КНДР                                           | 1:1                                            | —                                              | Чемпионат Восточной Азии                       |                                                |
| 5                                              | 23 февраля 2008                                | Япония                                         | 1:1                                            | —                                              | Чемпионат Восточной Азии                       |                                                |
| 6                                              | 11 октября 2008                                | Узбекистан                                     | 3:0                                            | —                                              | Товарищеский матч                              |                                                |
| 7                                              | 15 октября 2008                                | ОАЭ                                            | 4:1                                            | 1                                              | Отборочный матч ЧМ—2010                        |                                                |
| 8                                              | 7 февраля 2010                                 | Гонконг                                        | 5:0                                            | —                                              | Чемпионат Восточной Азии                       |                                                |
| 9                                              | 10 февраля 2010                                | Китай                                          | 0:3                                            | —                                              | Чемпионат Восточной Азии                       |                                                |
| 10                                             | 3 марта 2010                                   | Кот-д’Ивуар                                    | 2:0                                            | 1                                              | Товарищеский матч                              |                                                |
| 11                                             | 16 мая 2010                                    | Эквадор                                        | 2:0                                            | —                                              | Товарищеский матч                              |                                                |
| 12                                             | 24 мая 2010                                    | Япония                                         | 2:0                                            | —                                              | Товарищеский матч                              |                                                |
| 13                                             | 30 мая 2010                                    | Беларусь                                       | 0:1                                            | —                                              | Товарищеский матч                              |                                                |
| 14                                             | 11 августа 2010                                | Нигерия                                        | 2:1                                            | —                                              | Товарищеский матч                              |                                                |
| 15                                             | 30 декабря 2010                                | Сирия                                          | 1:0                                            | —                                              | Товарищеский матч                              |                                                |
| 16                                             | 10 января 2011                                 | Бахрейн                                        | 2:1                                            | —                                              | Кубок Азии—2011                                |                                                |
| 17                                             | 18 января 2011                                 | Индия                                          | 4:1                                            | —                                              | Кубок Азии—2011                                |                                                |
| 18                                             | 28 января 2011                                 | Узбекистан                                     | 3:2                                            | —                                              | Кубок Азии—2011                                |                                                |
| 19                                             | 11 ноября 2011                                 | ОАЭ                                            | 2:0                                            | —                                              | Отборочный матч ЧМ—2014                        |                                                |
| 20                                             | 15 ноября 2011                                 | Ливан                                          | 1:2                                            | —                                              | Отборочный матч ЧМ—2014                        |                                                |
| 21                                             | 25 февраля 2012                                | Узбекистан                                     | 4:2                                            | —                                              | Товарищеский матч                              |                                                |
| 22                                             | 29 февраля 2012                                | Кувейт                                         | 2:0                                            | —                                              | Отборочный матч ЧМ—2014                        |                                                |
| 23                                             | 8 июня 2012                                    | Катар                                          | 4:1                                            | 1                                              | Отборочный матч ЧМ—2014                        |                                                |
| 24                                             | 12 июня 2012                                   | Ливан                                          | 3:0                                            | —                                              | Отборочный матч ЧМ—2014                        |                                                |
| 25                                             | 15 августа 2012                                | Замбия                                         | 2:1                                            | —                                              | Товарищеский матч                              |                                                |
| 26                                             | 11 сентября 2012                               | Узбекистан                                     | 2:2                                            | 1                                              | Отборочный матч ЧМ—2014                        |                                                |
| 27                                             | 16 октября 2012                                | Иран                                           | 0:1                                            | —                                              | Отборочный матч ЧМ—2014                        |                                                |
| 28                                             | 6 февраля 2013                                 | Хорватия                                       | 0:4                                            | —                                              | Товарищеский матч                              |                                                |
| 29                                             | 26 марта 2013                                  | Катар                                          | 2:1                                            | —                                              | Отборочный матч ЧМ—2014                        |                                                |
| 30                                             | 4 июня 2013                                    | Ливан                                          | 1:1                                            | —                                              | Отборочный матч ЧМ—2014                        |                                                |
| 31                                             | 11 июня 2013                                   | Узбекистан                                     | 1:0                                            | —                                              | Отборочный матч ЧМ—2014                        |                                                |
| 32                                             | 10 сентября 2013                               | Хорватия                                       | 1:2                                            | —                                              | Товарищеский матч                              |                                                |
| 33                                             | 28 мая 2014                                    | Тунис                                          | 0:1                                            | —                                              | Товарищеский матч                              |                                                |
| 34                                             | 9 июня 2014                                    | Гана                                           | 0:4                                            | —                                              | Товарищеский матч                              |                                                |

## Достижения
Сборная Республики Корея
- Бронзовый призёр Кубка Азии: 2011
- Чемпион Восточной Азии: 2008
- Вице-чемпион Восточной Азии: 2010

«Ульсан Хёндэ»
- Победитель Лиги чемпионов АФК: 2012
- Обладатель Кубка южнокорейской лиги: 2011

«Аль-Шабаб»
- Финалист Саудовского кубка чемпионов: 2013

«Аль-Хиляль»
- Вице-чемпион Саудовской Аравии: 2013/14
- Финалист кубка наследного принца: 2013/14